# Jason Lehel
Pour les articles homonymes, voir Jason et Lehel.
Jason Lehel est un réalisateur, scénariste, producteur, monteur et directeur de la photographie américain.

## Filmographie

### Comme directeur de la photographie
- 1989 : Tank Malling
- 1989 : The Child Eater (court métrage)
- 1990 : The Gift (mini-série) (6 épisodes)
- 1990 : The Lake (court métrage)
- 1991 : Hercule Poirot (série télévisée) (2 épisodes)
- 1991 : Robin des Bois
- 1991 : The Harmfulness of Tobacco (court métrage)
- 1992 : Screen One (série télévisée) (1 épisode)
- 1992 : U2: Even Better Than the Real Thing, Version 2 (court métrage)
- 1993 : U2: Lemon (court métrage)
- 1994 : U2: Zoo TV Live from Sydney (documentaire)
- 2000 : The Search for Atlantis (téléfilm documentaire)
- 2003 : Sense of Gravity (court métrage télévisé)
- 2003 : Conspiracy of Silence
- 2005 : Bob the Butler
- 2009 : Gaia
- 2010 : Amexica (court métrage)
- 2011 : Isolation
- 2014 : Coyote Requiem
- 2014 : Bombshell (court métrage)

### Comme producteur
- 1993 : Boiling Point (court métrage)
- 1995 : Two Hours from London (téléfilm documentaire)
- 1998 : The Fishmonger's Daughter (court métrage)
- 2009 : Gaia
- 2014 : Love in Vegas
- 2014 : Coyote Requiem
- 2014 : Bombshell (court métrage)
- 2017 : Tom of Finland

### Comme réalisateur
- 1993 : Boiling Point (court métrage)
- 1997 : Eating Bitter
- 2009 : Gaia
- 2009 : Rise Against: Hero of War (court métrage)
- 2014 : Coyote Requiem
- 2014 : Bombshell (court métrage)

### Comme scénariste
- 2009 : Gaia
- 2014 : Coyote Requiem

### Comme monteur
- 2014 : Bombshell (court métrage)